# Cochlidion
Cochlidion es un género de foraminífero bentónico considerado un sinónimo posterior de Astacolus de la subfamilia Marginulininae, de la familia Vaginulinidae, de la superfamilia Nodosarioidea, del suborden Lagenina y del orden Lagenida. Su especie tipo era Astacolus crepidulatus. Su rango cronoestratigráfico abarcaba el Holoceno.

## Discusión
Algunas clasificaciones incluirían Cochlidion en la Familia Marginulinidae.

## Clasificación
Cochlidion incluía a la siguiente especie:
- Cochlidion alexandrae †